# برلانگا د دوئرو
برلانگا د دوئرو (به اسپانیایی: Berlanga de Duero) یک دهستان در اسپانیا است که در سریا واقع شده‌است.

## خصوصیات
برلانگا د دوئرو ۲۲۰ کیلومترمربع مساحت و ۱٬۰۹۹ نفر جمعیت دارد.